# 김규창 (1955년)
김규창(金奎昌, 1955년 2월 28일 ~ )은 대한민국의 정치인이다.

## 학력
- 여주대신초등학교 졸업
- 여주대신중학교 졸업
- 여주대신고등학교 졸업

## 경력
- 여주군 축산업협동조합 감사
- 여주군 대신면 방위협의회 위원
- 여주군 대신면 재향군인회 회장
- 여주군 대신면 주민자치위원회 위원장
- 여주군 한강살리기프로젝트협의회 위원
- 여주시 대신면 이장협의회장
- 민주평통자문회의여주시협의회 자문위원
- 2006년 7월 1일~2010년 6월 30일: 제5대 경기도 여주군의회 의원 
  - 2006년 7월~2010년 6월: 제5대 경기도 여주군의회 전∙후반기 부의장
- 2010년 7월 1일~2013년 9월 22일: 제6대 경기도 여주군의회 의원
  - 2010년 7월~2013년 9월: 제6대 경기도 여주군의회 전∙후반기 의장
- 2013년 9월 23일~2014년 5월 14일: 제1대 경기도 여주시의회 의원
  - 2013년 9월~2014년 5월: 제1대 경기도 여주시의회 의장
- 2014년 7월 1일~2018년 6월 30일: 제9대 경기도의회 의원
- 2018년 7월 1일~2022년 6월 30일: 제10대 경기도의회 의원
- 2022년 7월 1일~: 제11대 경기도의회 의원
  - 2024년 7월~: 제11대 경기도의회 후반기 부의장

## 역대 선거 결과
|  | 15.72% |

|  | 14.44% |

|  | 0% |

|  | 43.91% |

|  | 59.37% |